# Snuff the Punk
Snuff the Punk – pierwszy album studyjny amerykańskiego zespołu P.O.D. Wydany został w roku 1994.

## Lista utworów
1. „Coming Back” – 3:48
2. „Let the Music Do the Talking” – 3:44
3. „Draw the Line” – 2:50
4. „Who Is Right?” – 3:49
5. „Get It Straight” – 3:18
6. „Run” – 3:18
7. „Snuff the Punk” – 3:03
8. „Can You Feel It?” – 4:50
9. „Three in the Power Of One” – 4:19
10. „Every Knee” – 4:19
11. „Abortion Is Murder” – 7:16

## Twórcy
- Wuv Bernardo – perkusja
- Sonny Sandoval – wokal
- Traa Daniels – bas
- Marcos Curiel – gitara